# Набуметон
Набуметон (лат. Nabumetonum, англ. Nabumetone) — синтетичний препарат, що по хімічній структурі є алканоном та належить до групи нестероїдних протизапальних препаратів із селективним інгібуванням циклооксигенази-2. Набуметон застосовується перорально. Набуметон запатентований у 1975 році британською компанією «Beecham», яка пізніше стала частиною компанії «GlaxoSmithKline».

## Фармакологічні властивості
Набуметон — синтетичний препарат, що є по хімічній структурі є алканоном та належить до групи нестероїдних протизапальних препаратів. Механізм дії препарату, як і інших представників групи нестероїдних протизапальних препаратів, полягає в інгібуванні ферменту циклооксигенази, яка забезпечує перетворення арахідонової кислоти у простагландини, частина з яких має цитопротекторні властивості, а частина має здатність стимулювати розвиток запального процесу. Особливістю механізму дії набуметону є переважна дія препарату на циклооксигеназу 2 типу (ЦОГ-2), яка гальмує вироблення прозапальних простагландинів та лише незначно впливає на синтез тих простагландинів, що підвищують захисні властивості слизовової оболонки шлунку, посилюють кровотік у нирках та зменшують агрегацію тромбоцитів. Особливістю фармакологічних властивостей набуметону є також цей факт, що він є нестероїдним протизапальним препаратом із лужним pH, що погіршує проникнення препарату в слизову оболонку верхніх відділів шлунково-кишкового тракту. Ця властивість забезпечує менший ризик гастропатій при застосуванні набуметону в порівнянні з іншими нестероїдними протизапальними препаратами. Іншою причиною меншої кількості уражень шлунку при застосуванні набуметону є те, що препарат швидко перетворюється на активний метаболіт, який не має здатності накопичуватися на слизовій оболонці шлунку, що сприяє меншій кількості ушкоджень шлунку. Набуметон застосовується як протизапальний препарат при ревматологічних захворюваннях, зокрема ревматоїдному артриті та остеоартрозі. При застосуванні препарату спостерігається менша кількість побічних ефектів, зокрема з боку травної системи, а також серцево-судинної та сечовидільної системи. Також набуметон у меншому ступені взаємодіє з іншими лікарськими препаратами, зокрема з гіполіпідемічним засобом клофібратом.

### Фармакокінетика
Набуметон добре та швидко всмоктується при пероральному застосуванні, максимальна концентрація препарату досягається протягом 2,5—4 годин після перерального застосування. Біодоступність набуметону складає 80 %. Набуметон практично повністю (до 99 %) зв'язується з білками плазми крові. Набуметон проникає через плацентарний бар'єр та виділяється в грудне молоко. Препарат швидко метаболізується до свого активного метаболіта 6-метокси-2-нафтилоцтової кислоти в печінці. Виводиться набуметон із організму переважно із сечею у вигляді метаболітів. період напіввиведення препарату становить 24 години.

## Показання до застосування
Набуметон застосовується для лікування остеоартрозу, ревматоїдного артриту та інших запальних захворювань опорно-рухової системи.

## Побічна дія
Набуметон позиціонується як препарат, при застосуванні якого спостерігається незначна кількість побічних явищ. Нечасто при застосуванні препарату спостерігаються наступні побічні ефекти:
- З боку шкірних покривів та алергічні реакції — поліморфна еритема шкіри, набряк Квінке, кропив'янка, синдром Стівенса-Джонсона, фотодерматоз, синдром Лаєлла, акне, гіпергідроз, гарячка.
- З боку травної системи — діарея або запор, метеоризм, стоматит, сухість у роті, гепатит, холестаз, панкреатит, гінгівіт, глоссит, гастрит, гастроентерит, пептичні виразки, шлунково-кишкова кровотеча, біль у животі, жовчокам'яна хвороба.
- З боку нервової системи — головний біль, запаморочення, неспокій, тривожність, порушення сну, парестезії, депресія, тремор, нічні кошмари, порушення зору.
- З боку дихальної системи — задишка, еозинофільні інфільтрати в легенях, кашель.
- З боку серцево-судинної системи — тахікардія, артеріальна гіпертензія, васкуліт, стенокардія, інфаркт міокарду, тромбофлебіт.
- З боку сечостатевої системи: дизурія, протеїнурія, гематурія, нефротичний синдром, сечокам'яна хвороба, інтерстиційний нефрит.
- Зміни в лабораторних аналізах — анемія, еозинофілія, лейкопенія, тромбоцитопенія, гранулоцитопенія, підвищення рівня сечової кислоти в крові, підвищення рівня білірубіну в крові, гіперглікемія, підвищення рівня креатиніну і сечовини в крові, підвищення активності ферментів печінки.

## Протипокази
Набуметон протипоказаний при підвищеній чутливості до препарату, загостренні виразкової хвороби шлунку та дванадцятипалої кишки, загостренні бронхіальної астми, поліпозі носа, серцевій недостатності, гемофілії, периферичних набряках, вагітності та годуванні грудьми, у дитячому віці.

## Форми випуску
Набуметон випускається у вигляді таблеток по 0,5 і 0,75 г.